# Tadeusz Chrustowski
Tadeusz Chrustowski – polski prawnik i pedagog, profesor nauk prawnych, nauczyciel akademicki, specjalność naukowa: prawo karne.

## Życiorys
W 1953 ukończył studia prawnicze na Uniwersytecie Jagiellońskim, w 1960 studia pedagogiczne na Uniwersytecie Warszawskim. Uzyskał stopnie naukowe doktora i doktora habilitowanego. W 1982 nadano mu tytuł profesora nauk prawnych.
Przez kilka kadencji był członkiem Rady Legislacyjnej przy Prezesie Rady Ministrów.
Był nauczycielem akademickim Prywatnej Wyższej Szkoły Businessu i Administracji na Wydziale Administracji, Prawa i Dyplomacji w Instytucie Nauk Prawnych.